# Afrikansk sommargylling
Afrikansk sommargylling (Oriolus auratus) är en fågel i familjen gyllingar inom ordningen tättingar.

## Utseende och läte
Afrikansk sommargylling är en mestadels gul fågel med röd näbb. Vidare har den en liten svart mask över ögat och svarta gulkantade vingar. Hanen är mer bjärt i färgerna än honan. Sången består av en serie fylliga visslingar och det vanligaste lätet ett stigande jam. Arten liknar sommargyllingen, men skiljs på de gula vingkanterna och att den svarta ögonmasken sträcker sig långt förbi ögat.

## Utbredning och systematik
Afrikansk sommargylling delas in i två underarter med följande utbredning:
- O. a. auratus – Senegal och Gambia till Sudan, Uganda, södra Etiopien och södra Somalia
- O. a. notatus – Angola till Tanzania, Moçambique och nordöstra Sydafrika

## Status och hot
Arten har ett stort utbredningsområde, men tros minska i antal, dock inte tillräckligt kraftigt för att den ska betraktas som hotad. Internationella naturvårdsunionen IUCN listar arten som livskraftig (LC).